# Chrosiothes litus
Chrosiothes litus är en spindelart som beskrevs av Claude Lévi 1964. Chrosiothes litus ingår i släktet Chrosiothes och familjen klotspindlar. Inga underarter finns listade i Catalogue of Life.